# Бриттон, Фред
Фре́дерик Джеймс «Фред» Бри́ттон (англ. Frederick James "Fred" Britton; 16 августа 1932, Headingley — 12 сентября 2014, Калгари, Альберта) — канадский кёрлингист.
В составе мужской сборной Канады чемпион мира (1964). Чемпион чемпион Канады среди мужчин.
Играл на позиции второго.
В 2000 введён (вместе с командой) в Зал славы канадского кёрлинга.

## Достижения
- Чемпионат мира по кёрлингу среди мужчин: золото (1964).
- Чемпионат Канады по кёрлингу среди мужчин: золото (1964).

## Команды
| Сезон   | Четвёртый   | Третий     | Второй       | Первый        | Турниры           |
| ------- | ----------- | ---------- | ------------ | ------------- | ----------------- |
| 1963—64 | Лайалл Дагг | Лео Хеберт | Фред Бриттон | Барри Наймарк | ЧК 1964 · ЧМ 1964 |

(скипы выделены полужирным шрифтом)